# Боссон, Барбара
Барбара Боссон (англ. Barbara Bosson, 1 ноября 1939, Шарлерой, Пенсильвания — 18 февраля 2023, Лос-Анджелес, Калифорния) — американская актриса, шестикратный номинант на премию «Эмми».

## Жизнь и карьера
Барбара Боссон родилась в Шарлерое, штат Пенсильвания В 1969 году она дебютировала с небольшой ролью в фильме «Буллит» и в последующие годы активно появлялась в кино и на телевидении.
Боссон наиболее известна по своей роли в телесериале «Блюз Хилл стрит», где она снималась с 1981 по 1987 год. Она получила пять последовательных номинаций на премию «Эмми» за лучшую женскую роль второго плана в драматическом телесериале: с 1981 по 1985 год. Она также снялась в сериале «Одно убийство» в 1995—1997 годах, за роль в котором получила ещё одну номинацию на «Эмми». Она также появилась в сериалах «Закон Лос-Анджелеса», «Отель», «Она написала убийство», «Полиция Нью-Йорка» и «Лоис и Кларк: Новые приключения Супермена». На большом экране она известна по своей роли в фильме 1984 года «Последний звёздный боец».
С 1969 по 1997 год Боссон была замужем за сценаристом и продюсером Стивеном Бочко, в браке родилось двое детей.